# マカロニ・ウェスタン (テレビ番組)
『マカロニ・ウェスタン』は、1968年4月4日から同年7月18日まで日本テレビ系列局で放送されていた日本テレビ製作の映画番組である。全11回。放送時間は毎週木曜 20:00 - 21:26 （日本標準時）。

## 概要
当時人気を博していたイタリアの西部劇『マカロニ・ウェスタン』を放送する番組としてスタート。放送作品は1965年・1966年に封切りされた当時の新作ばかりで、いずれも日本ではこの番組初公開となった。プロ野球ナイター中継雨天中止時の雨傘番組として、ナイターとの交互放送という形を取っていた。

## 放送作品一覧
| 回 | 放送日 （1968年） | 放送作品                   |
| -- | ----------------- | -------------------------- |
| 1  | 4月4日            | 革命児カランチョ           |
| 2  | 4月11日           | スターブラック神出鬼没     |
| 3  | 4月18日           | 復讐のガンベルト           |
| 4  | 4月25日           | 7匹のプロファイター        |
| 5  | 5月9日            | 荒野の落日・ガンマン非情   |
| 6  | 5月23日           | この墓を血で洗え！         |
| 7  | 6月6日            | ラストハンター 非情の標的  |
| 8  | 6月13日           | 奴らに高く吊るされろ！     |
| 9  | 6月20日           | 砂漠の10万ドル             |
| 10 | 7月4日            | テキサス荒野の流れ星       |
| 11 | 7月18日           | 待つなジャンゴ引き金をひけ |

参考：『毎日新聞』毎日新聞社、1968年4月4日 - 同年7月18日付のラジオ・テレビ欄。